# Dolmen de la Losa Mora
Le Dolmen de la Losa Mora (ou dolmen de la Dalle maure) est un site mégalithique situé dans la municipalité de Bierge, dans la province de Huesca, en Aragon, en Espagne,. Il a été classé Bien d'intérêt culturel.

## Historique
Le dolmen de la Losa Mora a été fouillé en 1935 et 1936 par l'archéologue Martín Almagro Basch, qui y a découvert des haches en pierre, des outils en silex et des restes osseux de plusieurs individus.

## Description
Le dolmen, daté du IIIe millénaire av. J.-C., est situé à 1 020 m d'altitude. Il est constitué de trois orthostates recouverts d'une grande dalle, qui donne son nom au dolmen. Les mégalithes ont été extraits du Tozal de Llastras, situé à environ 500 m. Le dolmen est entouré de nombreuses pierres appartenant au tumulus qui le recouvrait, d'un diamètre d'environ 12 m.

## Galerie

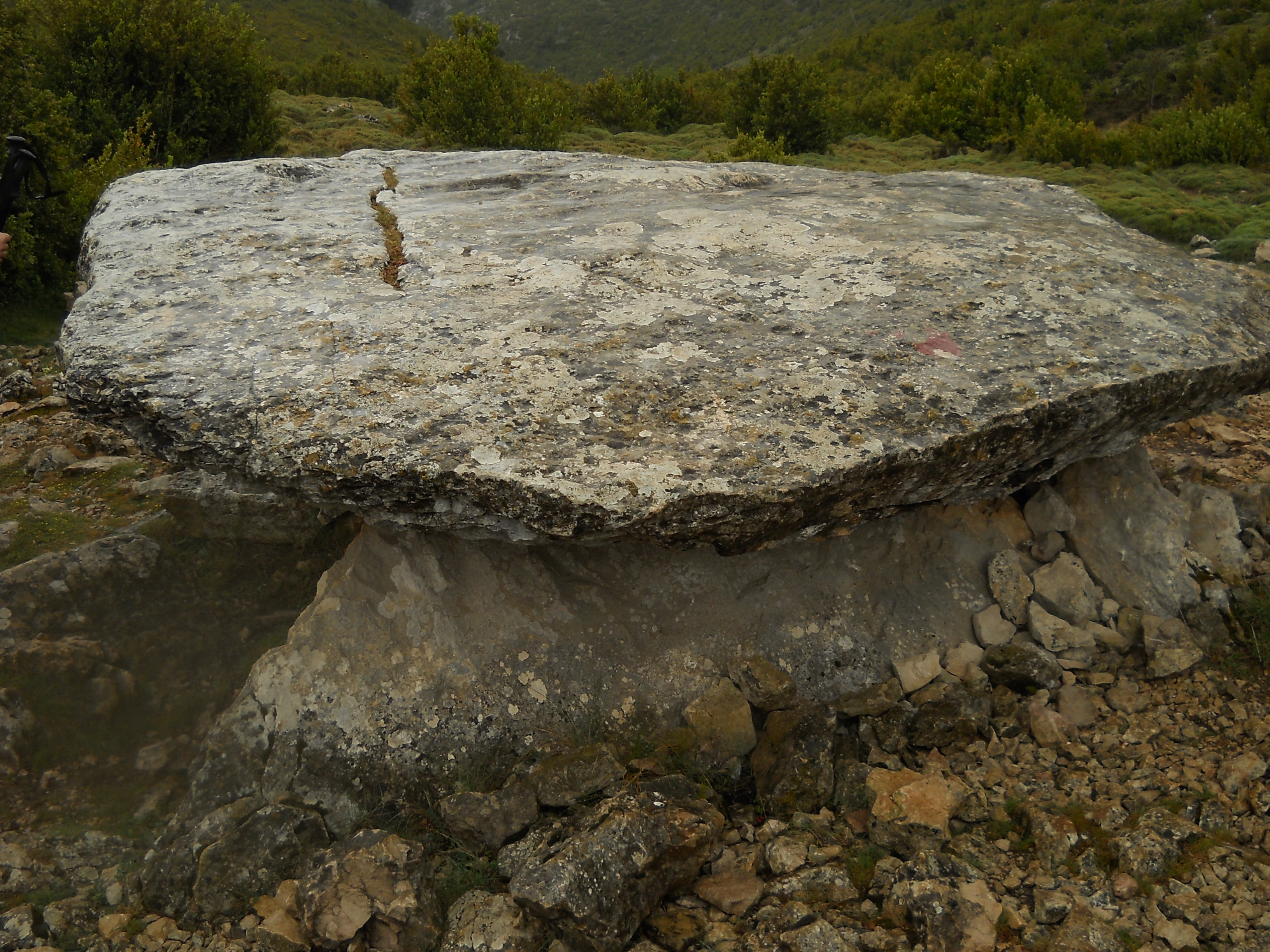
Vue sur la dalle de couverture